# Chamalychaeus
Chamalychaeus là một chi ốc nhiệt đới có nắp, là động vật thân mềm chân bụng sống trên cạn thuộc họ Cyclophoridae.

## Các loài
Các loài thuộc chi Chamalychaeus bao gồm:
- Chamalychaeus expanstoma
- Chamalychaeus miyazakii
- Chamalychaeus takahashii
- Chamalychaeus yanoshigehumii